# Monachather
Monachather és un gènere de plantes de la família de les poàcies originari d'Austràlia. Fou descrit pel botànic alemany Ernst Gottlieb von Steudel (1855).
Alguns autors l'inclouen en el gènere Danthonia sensu lato.
El nom del gènere deriva del grec monarchos (aïllat) i ather (amb becs com en una espiga de blat), referint-se a la blanca i solitària espiga.
El nombre cromosòmic bàsic del gènere és x = 6, amb nombres cromosòmics somàtics de x = 6. 2n = 72. 12 ploide.

## Taxonomia
- Monachather paradoxa
- Monachather paradoxus